# Юрятино (Можайский район)
Юря́тино — деревня в Можайском районе Московской области в составе сельского поселения Дровнинское. Численность постоянного населения по Всероссийской переписи 2010 года — 7 человек. До 2006 года Юрятино входило в состав Дровнинского сельского округа.
Деревня расположена на западе района, примерно в 15 км к северо-западу от Уваровки, по правому берегу Москва-реки, высота центра над уровнем моря 268 м. Ближайшие населённые пункты — Дурыкино южнее, на противоположном берегу реки, Бутырки и Приданцево — на юго-востоке.